# 塔加藏族乡
塔加藏族乡是中华人民共和国青海省海东市化隆回族自治县下辖的一个民族乡。

## 行政区划
塔加藏族乡下辖以下村级行政区划单位：
白家吉村、塔二村、塔一村、尕洞村、德扎村、拉卡村、牙什扎村、贡什加村和曹旦麻村。